# Erquy
Erquy (bret. Erge-ar-Mor) – miejscowość i gmina we Francji, w regionie Bretania, w departamencie Côtes-d’Armor.
Według danych na rok 1990 gminę zamieszkiwało 3568 osób, a gęstość zaludnienia wynosiła 135 osób/km² (wśród 1269 gmin Bretanii Erquy plasuje się na 138. miejscu pod względem liczby ludności, natomiast pod względem powierzchni na miejscu 341.).